# R-410A
El gas R-410A que se vende bajo las denominaciones comerciales de Freon 410A, Puron, EcoFluor R410, Genetron R410A y AZ-20 es una mezcla casi azeotrópica de dos gases HFC o hidrofluorocarbonados: difluormetano (llamado R-32) y pentafluoretano (llamado R-125), el cual es usado como refrigerante en equipos de aire acondicionado.

## Historia de su invención
La mezcla gaseosa R-410A fue inventada por la empresa estadounidense Allied Signal, conocida actualmente como Honeywell, en 1991. Otras empresas alrededor del mundo han recibido licencia para manufacturar y comercializar el refrigerante R-410A, pero Honeywell continúa siendo la principal empresa en capacidad y ventas del producto. El R-410A fue exitosamente comercializado en el segmento de los equipos de aire acondicionado por un esfuerzo combinado de las empresas Carrier Corporation, Emerson Climate Technologies, Copeland Scroll Compressors (división de Emerson Electric Company), y Allied Signal. Carrier fue la primera compañía en presentar unidades residenciales de aire acondicionado basadas en R-410A al mercado en 1996 y creó la marca "Puron".

## Efectos ambientales
A diferencia de los refrigerantes haloalcanos que contienen cloro y bromo, el R-410A, que solo contiene flúor no contribuye a la reducción de la capa de ozono y por ello se utiliza ampliamente, ya que refrigerantes como el R22 han sido eliminados. Sin embargo, este producto tiene un alto índice GWP (1725 veces el del dióxido de carbono), que es similar al del gas R22.

## Características
Es un refrigerante de alta seguridad, clasificado por ASHRAE (American Society of Heating, Refrigerating and Air-Conditioning Engineers)  como A1/A1, es decir, no tóxico y no inflamable aun en caso de fugas. 
Sus aplicaciones principales son en equipos nuevos para aire acondicionado de baja y media potencia ya que están por desarrollar otras, debido a la escasez de materiales frigoríficos adaptados a este refrigerante.
Los niveles de presión del R410A son mucho más elevados que los habituales en los refrigerantes actuales (8 Bar más que en el caso del gas R22 a 40 Cº). Por tanto, deben utilizarse mangueras, manómetros y material frigorífico adecuados a estas presiones de trabajo.
Al ser una mezcla, debe cargarse en fase líquida. No obstante, su casi azeotropía, ya que el desplazamiento de temperatura es solo 0,1 Cº, lo hace una mezcla muy estable, pudiendo recargarse de nuevo en fase líquida después de cualquier fuga, sin cambios medibles de composición o rendimiento. 
Incluso puede usarse en instalaciones inundadas (por gravedad o bombeo) sin problema.
El R410A solo debe usarse con aceites de poliéster (POE) o de poliviniléter (PVE) con los que es miscible, lo que permite un buen retorno al compresor. Otros aceites, como los minerales y los aquilbencénicos no se mezclan con el R410A.
Los filtros deshidratadores adecuados para el uso con este refrigerante son los de tamiz molecular de 3 A (clase XH9). El R410A posee buenas propiedades termodinámicas. Posee una capacidad frigorífica volumétrica superior al R22, lo que permite el uso de compresores de menor desplazamiento para obtener la misma potencia frigorífica y mejores propiedades de intercambio térmico. Todo ello posibilita la reducción del tamaño de los equipos.
El R410A también posee muy buen rendimiento en modo de calor, lo que explica su elección por fabricantes de bombas de calor reversible. Sin embargo, sus niveles elevados de presión y su temperatura crítica relativamente baja (72.2 Cº), obligan a los fabricantes de material frigorífico a rediseñar completamente sus productos para adecuarlos a sus características. Debido a lo anterior, se recomienda no usar este refrigerante en reconversiones de equipos que usaban el gas R22.